# 6261 Chione
6261 Chione eller 1976 WC är en asteroid i huvudbältet som upptäcktes den 30 november 1976 av den tyske astronomen Hans-Emil Schuster vid La Silla-observatoriet. Den är uppkallad efter Chione i den grekiska mytologin.